# Sous-district de Chongwenmenwai
Le sous-district de Chongwenmenwai (chinois : 崇文门外街道 ; pinyin : Chóngwénménwài jiēdào) est une subdivision du district de Dongcheng, dans le centre de Pékin, en Chine.
Chongwenmenwai est le seul des dix-sept sous-districts de Dongcheng qui est entièrement enclavé dans le district, et n'est donc pas limitrophe d'un autre district.

## Communautés résidentielles
Le sous-district de Chongwenmenwai est divisé en douze communautés résidentielles (chinois : 社区 ; pinyin : shèqū).
| Nom                  | Chinois            | Pinyin                     | Population | Superficie (km²) |
| -------------------- | ------------------ | -------------------------- | ---------- | ---------------- |
| Xinglongdushixinyuan | 兴隆都市馨园社区   | Xīnglóngdūshìxīnyuán shèqū |            |                  |
| Xinshijiejiayuan     | 新世界家园社区     | Xīnshìjièjiāyuán shèqū     |            |                  |
| Chongwenmendongdajie | 崇文门东大街社区   | Chóngwénméndōngdàjiē shèqū |            |                  |
| Chongwenmenxidajie   | 崇文门西大街社区   | Chóngwénménxīdàjiē shèqū   |            |                  |
| Xihuashinanlidongqu  | 西花市南里东区社区 | Xīhuāshìnánlǐdōngqū shèqū  |            |                  |
| Xihuashinanlixiqu    | 西花市南里西区社区 | Xīhuāshìnánlǐxīqū shèqū    |            |                  |
| Daqiao               | 大桥社区           | Dàqiáo shèqū               |            |                  |
| Xinyijiayuan         | 新怡家园社区       | Xīnyíjiāyuán shèqū         |            |                  |
| Xihuashinanlinanqu   | 西花市南里南区社区 | Xīhuāshìnánlǐnánqū shèqū   |            |                  |
| Guoruichengxiqu      | 国瑞城西区社区     | Guóruìchéngxīqū shèqū      |            |                  |
| Guoruichengzhongqu   | 国瑞城中区社区     | Guóruìchéngzhōngqū shèqū   |            |                  |
| Guoruichengdongqu    | 国瑞城东区社区     | Guóruìchéngdōngqū shèqū    |            |                  |
|                      |                    | Total                      | 48 817     | 1,12             |